# 1913 в анімації

## Випущені фільми
- Невідома дата – «бабка і мураха» (Російська імперія)
- 23 листопада – Colonel Heeza Liar In Africa (США)

## Народилися

### січень
- 5 січня : Джек Ханна, американський аніматор, кінорежисер, сценарист і художник коміксів, художник коміксів і автор коміксів ( Walt Disney Animation Studios, Walter Lantz ), (пом. 1994 ). [1]
- 17 січня : Клод Коутс, американський художник і аніматор (студія Walt Disney Animation Studios ), (пом. 1992 ). [2]
- 28 січня : Моріс Ґосфілд, американський актор (озвучка Бенні в Top Cat ), (пом. 1964 ).

### Лютий
- 19 лютого : Френк Ташлін, американський художник-мультиплікатор, художник коміксів, ілюстратор, сценарист, режисер і аніматор ( Van Beuren Studios, Terrytoons, Warner Bros. Мультфільми, Walt Disney Animation Studios, Columbia Pictures, United Artists ), (пом. 1972 ). [3]
- 21 лютого : Джо Оріоло, американський кінорежисер, продюсер і сценарист (співтворець «Привітного привида Каспера» та «Кота Фелікса», працював у Fleischer Studios і Famous Studios ), (пом. 1985 ). [4] [5] [6]
- 25 лютого :
  - Джим Бекус, американський актор (озвучка містера Магу в різних медіа, Терстон Хауелл III у «Нових пригодах Гіллігана та планеті Гіллігана», Джин Смокі у «Хлопець у його лампі», Мілтон у «Плутопії ») (пом. 1989 ) . [7]
  - Ніколас Тафурі, американський аніматор ( Fleischer Studios, Famous Studios, Ralph Bakshi ), (пом. 1990 ). [8]

### березень
- 12 березня : Лулі Джин Норман, американська співачка колоратурного сопрано (голос Пенелопи Pinfeather у Melody and Toot, Whistle, Plunk and Boom ), (пом. 2005 ).
- 20 березня : Кенні Гарднер, американський співак і актор (голос Діка в Mr. Bug Goes to Town ), (пом. 2002 ).
- 30 березня : Марк Девіс, американський аніматор і дизайнер персонажів ( Walt Disney Animation Studios ), (пом. 2000 ). [9]

### квітень
- 4 квітня : Френсіс Ленгфорд, американська співачка (виконала сегмент Once Upon a Wintertime у Melody Time ), (пом. 2005 ). [10]
- 9 квітня : Роман Давидов, російський кінорежисер ( «Пригоди Мауглі ») (пом. 1988 ). [11]
- 16 квітня : Лес Тремейн, англійський актор (озвучка The Ghost of Christmas Present у Mr. Magoo's Christmas Carol, Humbug у The Phantom Tollbooth, Chester C. Cricket і Harry Cat у The Cricket in Timers Square, A Very Merry Cricket та Yankee Doodle Cricket, Олександр Ґрем Вольф і Санта-Клаус у фільмі Raggedy Ann та Andy у The Great Santa Claus Caper, головний персонаж у Raggedy Ann та Andy у The Pumpkin Who Couldn't Smile, Wishing Well у фільмі Daffy Duck: Fantastic Island, Орін у Rainbow Brite and the Star Stealer, Артур у Starchaser: The Legend of Orin, Густав у Tis the Season to Be Smurfy ), (пом. 2003 ).
- 28 квітня : Йоп Гесінк, нідерландський художник коміксів і аніматор ( Лекі де Леу, Дасті ), (пом. 1983 ). [12]

### Травень
- 8 травня : Боб Клемпетт, американський аніматор, режисер, продюсер і лялькар ( Warner Bros. Мультфільми, автор Біні та Сесіл ), (пом. 1984 ).
- 25 травня :
  - Карл Весслер, американський художник коміксів, аніматор і письменник ( Fleischer Studios ), (пом. 1989 ). [13]
  - Бенджамін Мельникер, американський кіно- та телепродюсер ( Warner Bros. Анімація, Де на землі Кармен Сандієго?, Рибна поліція, Динозаври ), (пом. 2018 ).
- 26 травня : Ел Хаббард, американський аніматор і художник коміксів ( Walt Disney Animation Studios ), (пом. 1984 ). [14]

### червень
- 7 червня : Джордж Тіблз, американський композитор і сценарист (співавтор «Пісні Вуді Дятла ») (пом. 1987 ).
- 14 червня : Ед Нофзігер, американський аніматор і художник коміксів ( УПА ), (пом. 2000 ). [15]

### липень
- 2 липня : Лес Голдман, американський менеджер виробництва та продюсер (співзасновник MGM Animation/Visual Arts ), (пом. 1983 ). [16]
- 8 липня : Білл Томпсон, американський актор (озвучка Друпі, Адольфа Вульфа в Blitz Wolf, Білого Кролика та Додо в Алісі в Країні Чудес, містера Смі в Пітері Пені, Джока, Бика, Даксі, кухаря Джо та ірландського поліцейського в Леді і Волоцюга, король Губерт у «Сплячій красуні», рейнджер Дж. Одюбон Вудлор у мультфільмах «Ведмідь Гамфрі», професор Сова в «Мелодії » та «Тут Вістл, бухання та бум», дядько Уолдо в « Аристокотах», Джордж у короткометражному фільмі «Том і Джеррі», « Боязкий таббі », Черепаха Touché в Touché Turtle і Dum Dum ), (пом. 1971 ).
- 18 липня : Марвін Міллер, американський актор (оповідач у фільмах «Джеральд МакБоїнг-Боїнг» і «Спляча красуня », озвучка містера Сонця в фільмах «Наш містер Сонце», Хемо в фільмах «Гемо Чудовий », Аквамен у фільмах «Супермен/Година пригод Аквамена», «Вождь великого дерева» та Майстер Кон у «Фантастичній планеті», Басбі Бердвелл у «Фантастичній подорожі », Супер-Скрулл в епізоді «Вторгнення Супер-Скрулла» Фантастичної четвірки (пом. 1985 ).

### серпень
- 22 серпня : Мілтон Куон, американський мультиплікатор ( Walt Disney Animation Studios ), художник і актор (пом. 2019 ).
- 25 серпня : Уолт Келлі, американський аніматор і мультиплікатор (студія Walt Disney Animation Studios ), (пом. 1973 ).

### Вересень
- 4 вересня : Алекс Лові, американський аніматор, режисер і художник коміксів ( Ван Бойрен, Волтер Ланц, Columbia Pictures, Ханна-Барбера ), (пом. 1992 ). [17]
- 11 вересня :
  - Елмер Вейт, американський аніматор ( Warner Bros. Мультфільми, тезка Елмера Фадда ), (пом. 1937 ). [18] 
  - Гіл Тернер, американський аніматор, художник коміксів і кінопродюсер ( Walt Disney Animation Studios, Warner Bros. Мультфільми, Metro-Goldwyn-Mayer cartoon studio, Walter Lantz Productions, UPA, Hanna-Barbera, Format Films ), († 1967 ). [19]
- 30 вересня : Білл Волш, американський продюсер, сценарист і автор коміксів ( «Мері Поппінс», «Ліжники та мітли ») (пом. 1975 ).

### жовтень
- 17 жовтня: Рей Бейлі, американський аніматор і художник коміксів (Брати Флейшери), (d. 1975).[20]
- 18 жовтня: Евелін Венейбл, Американська актриса (озвучка Блакитної феї в Піноккіо), (d. 1993).[21]
- 20 жовтня: Барні Філліпс, американський актор (голос головного героя в Шаззан!, Портос i«Три мушкетери», «Король Нептун» у спеціальному фільмі «Попай на день святого Валентина» — «Кохані на морі», «Пере Давид» у «Ничій долині»), (d. 1982).
- 25 жовтня: Дон Ласк, американський аніматор і режисер (Walt Disney Animation Studios, Peanuts, Hanna-Barbera), (d. 2018).[22]
- 28 жовтня: Дуглас Сіл, англійський актор, кінопродюсер і режисер (голос Султана в мультфільмі Аладдін, Креббс в Рятувальники. Операція Австралія), (d. 1999).[23]

### Листопад
- 7 листопада : Кор Іке, нідерландський аніматор (режисер Лукі де Леу ), (пом. 1996 ). [24]
- 16 листопада : Еллен Альбертіні Доу, американська акторка та драматичний тренер (озвучка «Коробки цукерок Сі» у «Вісім божевільних ночей», Хелен Уошберн і старої жінки №2 у «Американському татові!», Літньої жінки та тітки Гелен у «Сімейнику», Азми у «Новій школі імператора»). епізод «The Bride of Kuzco»), (пом. 2015 ). [25]
- 17 листопада : Волус Джонс, американський аніматор ( Warner Bros. Мультфільми, Волтер Ланц, Format Films, Ханна-Барбера, Famous Studios, UPA, Ральф Бакші ), (пом. 2004 ). [26]

### Грудень
- 25 грудня : Кенді Кандідо, американська співачка, музикант і актор (голос вождя індіанців у «Пітер Пен», «Жахливий Дінн» у «Привиді мита», капітана крокодилів у «Робін Гуді», посланця мафії у «Напруженому русі», Села в «Hey Good Lookin'», «Непосида»). у «Великому мишачому детективі » (пом. 1999 ). [27]
- 28 грудня : Сем Кобін, американський художник-мультиплікатор ( студія Walt Disney Animation Studios, The Fox and the Crow ), (пом. 1951 ).

### Конкретна дата невідома
- Клод Сміт, американський аніматор ( Walt Disney Animation Studios, MGM ), (пом. 2003 ).

## зовнішні посилання
- Анімаційні роботи року, занесені до списку IMDb